# Estación Macachín
Macachín es una estación de ferrocarril ubicada en la ciudad homónima, cabecera del Departamento Atreucó, Provincia de La Pampa, Argentina.

## Servicios
Pertenece al Ferrocarril Domingo Faustino Sarmiento en su ramal entre Rivera y Doblas.
No presta servicios de pasajeros desde 1978, sin embargo por sus vías corren trenes de carga, a cargo de la empresa Ferroexpreso Pampeano.